# Пансо, Вольдемар Хансович
Вольдемар Хансович Пансо (эст. Voldemar Panso; 30 ноября 1920, Томск — 27 декабря 1977, Таллин) — эстонский, советский актёр, театральный режиссёр, мастер художественного слова (чтец), педагог. Народный артист СССР (1977).

## Биография
Родился 30 ноября 1920 года в Томске.
В 1938 году окончил гимназию в Нымме, в 1941 — драматическую школу при Таллинской консерватории (ныне Эстонская академия музыки и театра), в 1955 — режиссёрский факультет ГИТИСа в Москве (преподаватели А. Д. Попов и М. О. Кнебель). В 1958—1965 годах — аспирант ГИТИСа (с 1965 — кандидат искусствоведения).
В 1941—1950, 1955—1958, 1964—1965 годах — актёр, режиссёр, с 1970 по 1976 год — главный режиссёр Эстонского драматического театра (с 1952 — имени В. Кингисеппа, Таллин).
В 1965—1970 годах — инициатор создания, главный режиссёр и художественный руководитель Молодёжного театра Эстонии (ныне — Таллинский городской театр).
Играл и ставил спектакли в других театрах — Театр «Ванемуйне» (Тарту), Государственный русский драматический театр, Эстонский театр оперы и балета (оба — Таллин), на Эстонском телевидении, Эстонском радио, принимал участие в эстрадных программах.
Снимался в кино.
Выступал как мастер художественного чтения. Инсценировал романы А. Х. Таммсааре «Правда и право», «Новый сатана Пыргупыхья».
С 1957 года и до конца жизни — основатель, руководитель и преподаватель факультета драмы Таллинской консерватории (ныне — драматическая школа при Эстонской академии музыки и театра).
Автор книг «Труд и талант в творчестве актёра» (М., 1965), «Удивительный человек» (М., 1972).
Умер 27 декабря 1977 года в Таллине. Похоронен на Лесном кладбище.
Вошёл в составленный в 1999 году по результатам письменного и онлайн-голосования список 100 великих деятелей Эстонии XX века.

## Награды и звания
- Заслуженный деятель искусств Эстонской ССР (1964)[6]
- Народный артист Эстонской ССР (1968)
- Народный артист СССР (1977)
- Государственная премия Эстонской ССР (1965) — за спектакль «Человек и бог» А. Х. Таммсааре[7]
- Литературная премия Эстонской ССР имени Юхана Смуула (1981)
- Орден «Знак Почёта» (1956)
- Орден Трудового Красного Знамени
- Кандидат искусствоведения (1964).

## Творчество

### Постановки

#### Эстонский драматический театр им. В. Кингисеппа
- 1954 — «Весна» О. Лутса
- 1955 — «Королю холодно» А. Х. Таммсааре
- 1956 — «Атлантический океан» Ю. Смуула
- 1956 — «Семеро братьев» А. Киви
- 1956 — «Ореховая гора» Л. а
- 1957 — «Дом, где разбиваются сердца» Б. Шоу
- 1957 — «Филумена Мартурано» Э. де Филиппо
- 1958 — «Господин Пунтила и его слуга Матти» Б. Брехта
- 1962 — «Человек и бог» А. Х. Таммсааре
- 1964, 1966 — «Дикий капитан» Ю. Смуула
- 1965 — «Назад к Мафусаилу» Б. Шоу
- 1965 — «Неуловимое чудо» Э. Вильде
- 1966 — «Гамлет» У. Шекспира
- 1967 — «Мать» М. Горького
- 1970 — «Человек и революция» А. Х. Таммсааре
- 1972 — «Человек и человек» А. Х. Таммсааре
- 1973 — «Танец вокруг парового котла» по М. Траату
- 1974 — «Строитель Сольнес» Г. Ибсена
- 1975 — «Ричард III» У. Шекспира

#### Театр «Ванемуйне»
- 1959 — «Тень» Е. Л. Шварца
- 1960 — «Леа» Ю. Смуула
- 1963 — «Царь Эдип» Софокла

#### Эстонский театр оперы и балета
- 1963 — «Моя прекрасная леди» Ф. Лоу

### Роли
- 1945 — «Лембиту» Ю. Сютисте — Алобранд
- 1957 — «Оптимистическая трагедия» Вс. Вишневского — Вожак
- 1958 — «Баня» В. Маяковского — Победоносиков

### Фильмография

#### Актёр
- 1947 — Жизнь в цитадели — эпизод
- 1957 — Июньские дни — Боби
- 1959 — Незваные гости — доктор
- 1959 — Озорные повороты — часовщик
- 1960 — Актёр Йоллер — Тоомас Йоллер
- 1961 — Опасные повороты — усатый
- 1961 — Случайная встреча — Томас Йоллер
- 1968 — Безумие — главный врач больницы
- 1969 — Посол Советского Союза — министр Финляндии
- 1970 — Между тремя поветриями — Майдель
- 1970 — Риск — приятель Марека
- 1971 — Комитет девятнадцати Тансен
- 1975 — Школа господина Мауруса — эпизод

Мемориальная доска в Таллине

#### Сценарист
- 1965 — Молочник из Мяэкюла
- 1970 — Весна (совм. с К. К. Кийском)

## Память
- На стене Драматической школы при Эстонской академии музыки и театра (Таллин, улица Тоом-Кооли, 4) установлена мемориальная доска.
- С 1978 года присуждается премия имени В. Пансо.